# Chochołów (gmina)
Chochołów – dawna gmina wiejska istniejąca w latach 1934–1954 w woj. krakowskim (dzisiejsze woj. małopolskie). Siedzibą władz gminy był Chochołów.
Gmina zbiorowa Chochołów została utworzona 1 sierpnia 1934 roku w powiecie nowotarskim w woj. krakowskim z dotychczasowych jednostkowych gmin wiejskich: Chochołów, Dzianisz, Podczerwone i Witów.
30 czerwca 1939 do gminy wcielono anektowane w 1938 roku okolice czechosłowackiej Głodówki i Suchej Góry na Orawie (gmina Głodówka) (po wojnie zwrócone Czechosłowacji).
Według stanu z dnia 1 lipca 1952 roku gmina składała się z 5 gromad: Chochołów, Dzianisz, Koniówka, Podczerwone i Witów.
Gmina została zniesiona 29 września 1954 roku wraz z reformą wprowadzającą gromady w miejsce gmin. Jednostki nie przywrócono 1 stycznia 1973 roku po reaktywowaniu gmin.